# Plain old CLR object
В программной инженерии, Plain Old CLR Object (POCO) — простой объект, созданный в среде Common Language Runtime (CLR) в .NET Framework и свободный от наследования или атрибутов. Это понятие часто используется для противопоставления сложным или специализированным объектам, которые часто используются в различных библиотеках классов ORM. По сути, POCO не имеет никаких зависимостей от внешних библиотек классов.

## Происхождение
Название Plain Old CLR Object обыгрывает другое название, Plain Old Java Object (POJO) из мира Java EE. Название POJO было придумано в 2000 году Мартином Фаулером. POCO иногда расшифровывают как Plain Old C# Object, но это не совсем верно, поскольку POCO можно создавать на любом языке, поддерживающим CLR. Иногда используется альтернативная аббревиатура — Plain Old .NET Object.

## Преимущества
Некоторые преимущества POCO:
- простота хранения, сериализации и передачи данных через слои;
- неразрывно связан с внедрением зависимостей и паттерном хранилище;
- минимальные сложность и зависимость от других уровней (высокие уровни заботятся только о POCO, а POCO ни о чём не заботятся). Это обеспечивает слабую связь;
- за счет упрощения упрощается тестируемость.